# Hermanus Pieter Hoog
Hermanus Pieter Hoog (Rotterdam, 2 januari 1769 – Dordrecht, 8 december 1847) was een advocaat en rechter uit Dordrecht die lange tijd in het stadsbestuur zat.
Hermanus Pieter Hoog was een zoon van president-schepen van Rotterdam en raadsheer in de Hoge Raad van Holland en Zeeland Johannes Hoog en Catharina van Hoogwerff. Hij was de broer van de Rotterdamse politicus en mede-burgemeester Marinus Hoog en had nog drie broers. Hij studeerde aan het Erasmiaansch College te Rotterdam en studeerde Romeins en hedendaags recht aan de Hogeschool te Leiden, waar hij in 1790 promoveerde op dissertatie. Hij trouwde in 1798 in Dordrecht met Maria de Witt, een afstammeling van Johan de Witt. Zij zouden twee zoons krijgen, waarvan één later gedeputeerde van Zuid-Holland en burgemeester van Noordwijkerhout werd.
Na zijn studie rechten was Hoog acht jaar advocaat in 's-Gravenhage, maar in 1798 verhuisde hij naar Dordrecht, waar hij hetzelfde beroep uitoefende. Van 1803 tot 1811 was hij schepen in de Kamer judicieel te Dordrecht, en later werd hij rechter in de rechtbank van eerste aanleg.
In 1813 werd Hoog benoemd in het voorlopig bestuur van de stad Dordrecht, en in 1816 kwam hij in de stedelijke raad, waarvan hij tot zijn overlijden in 1847 lid zou blijven. Van 1818 tot 1839 was hij daarnaast ook lid van de Provinciale Staten van Holland, en na de splitsing van de provincie was hij vanaf 1841 lid van de Provinciale Staten van Zuid-Holland. In 1840 was hij nog een maand buitengewoon lid van de Tweede Kamer der Staten-Generaal, in het kader van de tweede lezing van de nieuwe Grondwet. In die Dubbele Kamer voerde hij niet het woord, en stemde hij alleen tegen het voorstel tot wijziging van de grondwettelijke bepalingen over de periodieke aftreding van kiescolleges voor gemeenteraden.